# Heike Pöppelmann

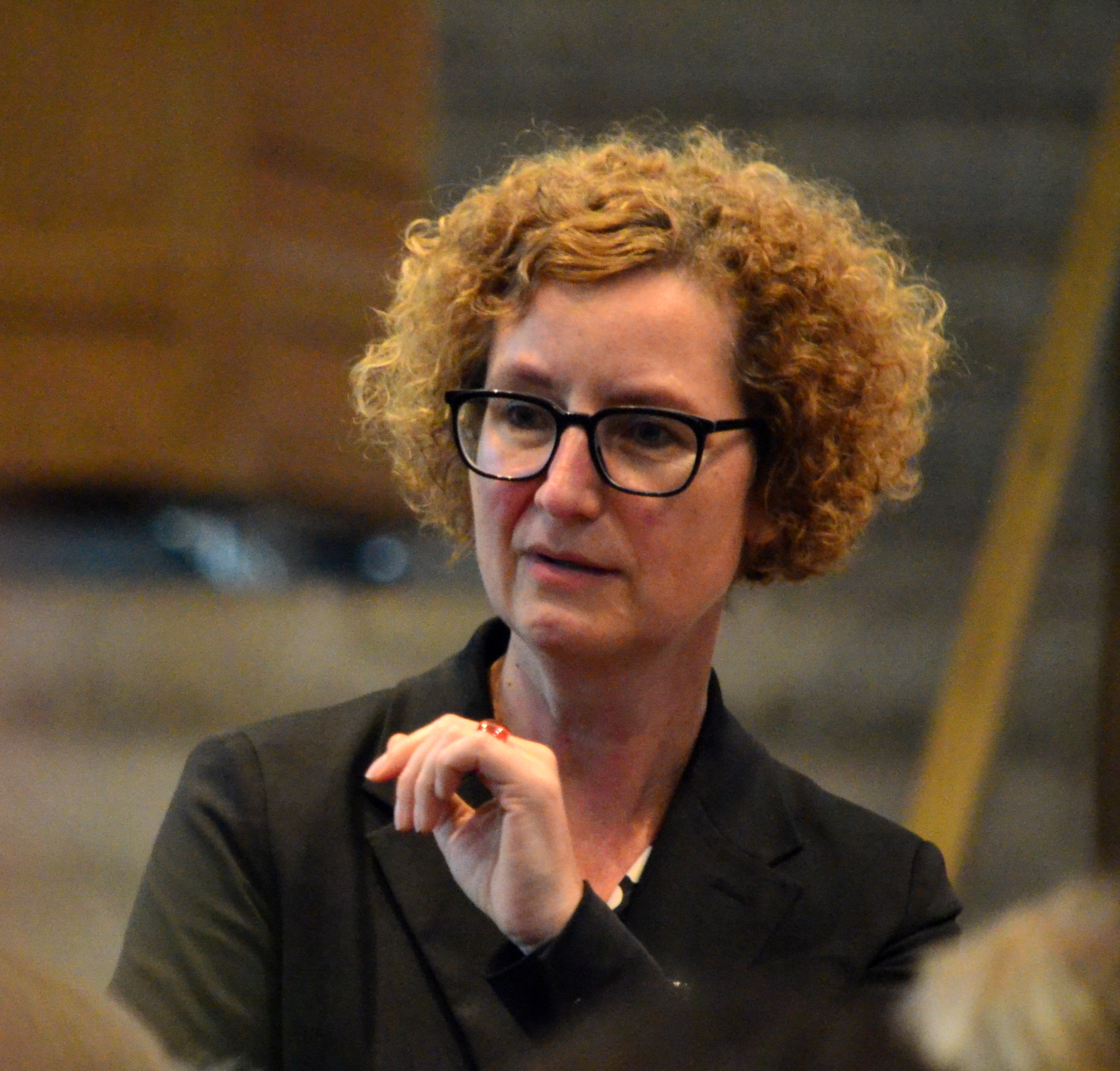
Heike Pöppelmann, 2019

Heike Maria Pöppelmann (* 29. Mai 1965) ist eine deutsche Archäologin. Seit Oktober 2010 leitet sie das Braunschweigische Landesmuseum.

## Leben
Heike Pöppelmann studierte Vor- und Frühgeschichte, Mittelalterliche Geschichte sowie Geologie an den Universitäten Köln und Bonn. 1992 erreichte sie den Magister-Artium-Grad, 1997 wurde sie in Bonn mit der Arbeit Das spätantik-frühmittelalterliche Gräberfeld von Jülich, Kr. Düren promoviert. Von 1992 bis 1996 war Pöppelmann Wissenschaftliche Hilfskraft des Institutes für Vor- und Frühgeschichte der Universität Bonn, 1997 wurde sie Wissenschaftliche Mitarbeiterin des Instituts. 1997 wurde sie Volontärin am Landesmuseum für Natur und Mensch in Oldenburg, 1998 verbrachte sie im Rahmen des Austauschprogramms für wissenschaftliche Volontäre im Museumsbereich ein zweimonatiges Praktikum am Musée National des Antiquités Nationales in Saint-Germain-en-Laye. 2000 wurde Pöppelmann Wissenschaftliche Angestellte am Kulturhistorischen Museum Magdeburg und war dort zuständig für den Bereich Archäologie. 2010 wurde sie Direktorin des Braunschweigischen Landesmuseums.
Pöppelmann war an mehreren bedeutenden Ausstellungen beteiligt, darunter 1999 Über allen Fronten. Nordwestdeutschland zwischen Augustus und Karl dem Großen, 2001 war sie zuständig für das Ausstellungssekretariat der 27. Europarats- und Landesausstellung Sachsen-Anhalt Otto der Große, Magdeburg und Europa. 2005 an der Landesausstellung Magdeburg1200. Mittelalterliche Metropole, Preußische Festung, Landeshauptstadt, 2006 bei der 29. Europarats- und Landesausstellung Sachsen-Anhalts Das Heilige Römische Reich Deutscher Nation. Von Otto dem Großen bis Maximilian, 2007 Eine kurze Geschichte der Stadt Magdeburg sowie 2008 Minne, Mut, Mystik. 800 Jahre Mechthild von Magdeburg und Spektakel der Macht. Rituale im Alten Europa 800–1800.

## Schriften
- Das spätantik-frühmittelalterliche Gräberfeld von Jülich, Kr. Düren. (= Bonner Beiträge zur vor- und frühgeschichtlichen Archäologie. Band 11). Vor- und Frühgeschichtliche Archäologie, Rheinische Friedrich-Wilhelms-Universität, Bonn 2010, ISBN 978-3-936490-11-4.
- mit Michael Peter: Otto der Große:. Magdeburg und Europa. (Kurzführer) Zabern, Mainz 2001, ISBN 3-8053-2832-X.
- als Herausgeberin: A sentimental journey. Lebensmomente A bis Z. Braunschweigisches Landesmuseum, Braunschweig [2013], DNB 1036117413.
- mit Wulf Otte und Ole Zimmermann (Hrsg.): 1914 … schrecklich kriegerische Zeiten. Veröffentlichung des Braunschweigischen Landesmuseums 116, Appelhans Verlag, Braunschweig 2014, ISBN 978-3-944939-04-9.
- mit Katrin Keßler (Hrsg.): Brutal modern. Bauen und Leben in den 60ern und 70ern. Kleine Reihe des Braunschweigischen Landesmuseums Band 11, Braunschweig 2018, ISBN 978-3-9820340-0-3.